# Primera divisió espanyola de futbol 1968-1969
La Primera divisió espanyola de futbol 1968-69 va significar el campionat de lliga número vuit del Reial Madrid en nou anys. Total domini de l'equip blanc, que va mantenir el lideratge des de la jornada 3 fins al final. Només va perdre un partit, al camp de l'Elx CF.

## Equips participants
| Equips              | Ciutat        | Estadi            |
| ------------------- | ------------- | ----------------- |
| Atlético Bilbao     | Bilbao        | San Mamés         |
| Atlético Madrid     | Madrid        | Vicente Calderón  |
| Barcelona           | Barcelona     | Camp Nou          |
| Córdoba             | Còrdova       | El Arcángel       |
| Deportivo La Coruña | La Corunya    | Riazor            |
| Elx                 | Elx           | Altabix           |
| Espanyol            | Barcelona     | Sarrià            |
| Granada             | Granada       | Los Cármenes      |
| Las Palmas          | Las Palmas    | Insular           |
| Málaga              | Màlaga        | La Rosaleda       |
| Pontevedra          | Pontevedra    | Pasarón           |
| Real Madrid         | Madrid        | Santiago Bernabéu |
| Reial Societat      | Sant Sebastià | Atotxa            |
| Sabadell            | Sabadell      | Creu Alta         |
| València            | València      | Mestalla          |
| Zaragoza            | Saragossa     | La Romareda       |

## Classificació general
| Pos | Equip               | PJ | PG | PE | PP | GF | GC | DG  | Pts | Classificació o descens      |
| --- | ------------------- | -- | -- | -- | -- | -- | -- | --- | --- | ---------------------------- |
| 1   | Real Madrid (C)     | 30 | 18 | 11 | 1  | 46 | 21 | +25 | 47  | Clas. per la Copa d'Europa   |
| 2   | Las Palmas          | 30 | 15 | 8  | 7  | 45 | 34 | +11 | 38  | Convidat a la Copa de Fires  |
| 3   | Barcelona           | 30 | 13 | 10 | 7  | 40 | 18 | +22 | 36  | Convidat a la Copa de Fires  |
| 4   | Sabadell            | 30 | 10 | 12 | 8  | 33 | 34 | −1  | 32  | Convidat a la Copa de Fires  |
| 5   | València            | 30 | 10 | 11 | 9  | 36 | 39 | −3  | 31  | Convidat a la Copa de Fires  |
| 6   | Atlético Madrid     | 30 | 10 | 10 | 10 | 40 | 37 | +3  | 30  |                              |
| 7   | Reial Societat      | 30 | 10 | 9  | 11 | 36 | 33 | +3  | 29  |                              |
| 8   | Granada             | 30 | 11 | 7  | 12 | 26 | 38 | −12 | 29  |                              |
| 9   | Elx                 | 30 | 7  | 15 | 8  | 25 | 23 | +2  | 29  |                              |
| 10  | Deportivo La Coruña | 30 | 11 | 6  | 13 | 39 | 44 | −5  | 28  |                              |
| 11  | Atlético Bilbao     | 30 | 10 | 8  | 12 | 42 | 46 | −4  | 28  | Clas. per la Recopa d'Europa |
| 12  | Pontevedra          | 30 | 7  | 13 | 10 | 20 | 23 | −3  | 27  |                              |
| 13  | Zaragoza            | 30 | 8  | 10 | 12 | 36 | 36 | 0   | 26  |                              |
| 14  | Málaga (R)          | 30 | 9  | 7  | 14 | 37 | 42 | −5  | 25  | Descens a Segona Divisió     |
| 15  | Espanyol (R)        | 30 | 8  | 8  | 14 | 29 | 36 | −7  | 24  | Descens a Segona Divisió     |
| 16  | Córdoba (R)         | 30 | 5  | 11 | 14 | 31 | 57 | −26 | 21  | Descens a Segona Divisió     |

## Resultats
| Casa \ Fora            | ATB | ATM | BAR | CÓR | DEP | ELC | ESP | GRA | LPA | MÁL | PON | RMA | RSO | SAB | VAL | ZAR |
| ---------------------- | --- | --- | --- | --- | --- | --- | --- | --- | --- | --- | --- | --- | --- | --- | --- | --- |
| Atlético Bilbao        | —   | 0–2 | 1–1 | 3–0 | 2–3 | 1–1 | 1–0 | 4–2 | 2–1 | 4–3 | 2–2 | 0–1 | 3–1 | 2–1 | 1–2 | 3–0 |
| Atlético Madrid        | 4–4 | —   | 0–1 | 1–2 | 5–1 | 0–0 | 1–0 | 1–0 | 1–1 | 4–1 | 1–0 | 0–1 | 1–0 | 2–2 | 2–2 | 1–0 |
| CF Barcelona           | 0–1 | 4–1 | —   | 4–0 | 4–1 | 1–1 | 1–0 | 4–0 | 1–2 | 1–0 | 1–0 | 1–1 | 0–0 | 2–0 | 1–1 | 4–0 |
| Córdoba CF             | 1–1 | 0–3 | 2–1 | —   | 0–0 | 0–0 | 5–0 | 1–1 | 3–4 | 2–2 | 3–1 | 2–2 | 1–1 | 0–1 | 2–0 | 0–1 |
| Deportivo de La Coruña | 1–0 | 3–1 | 1–0 | 1–0 | —   | 4–2 | 1–1 | 4–0 | 2–0 | 2–0 | 2–0 | 2–4 | 1–1 | 1–1 | 1–2 | 0–1 |
| Elx CF                 | 1–1 | 2–2 | 1–2 | 4–1 | 2–0 | —   | 1–0 | 0–1 | 0–0 | 0–0 | 0–0 | 1–0 | 0–0 | 3–0 | 0–0 | 0–0 |
| RCD Espanyol           | 2–0 | 3–2 | 0–0 | 3–0 | 4–0 | 1–1 | —   | 0–0 | 1–2 | 2–1 | 2–1 | 1–1 | 1–0 | 1–1 | 0–1 | 3–1 |
| Granada CF             | 1–0 | 2–0 | 1–0 | 3–0 | 1–0 | 1–0 | 1–0 | —   | 2–2 | 2–0 | 0–0 | 0–0 | 0–0 | 0–1 | 3–0 | 1–0 |
| UD Las Palmas          | 1–1 | 2–1 | 0–0 | 4–0 | 2–1 | 1–1 | 1–0 | 1–0 | —   | 3–1 | 1–0 | 0–1 | 4–0 | 3–1 | 2–1 | 2–1 |
| CD Málaga              | 4–0 | 0–0 | 0–3 | 1–1 | 3–1 | 1–0 | 4–0 | 0–0 | 2–0 | —   | 2–1 | 1–2 | 1–0 | 4–2 | 4–1 | 1–1 |
| Pontevedra CF          | 1–0 | 0–0 | 0–1 | 0–0 | 0–0 | 0–1 | 1–0 | 1–0 | 3–0 | 1–0 | —   | 0–0 | 1–0 | 0–0 | 2–0 | 0–0 |
| Real Madrid            | 2–1 | 0–0 | 2–1 | 2–0 | 2–1 | 1–1 | 3–1 | 2–1 | 2–0 | 2–0 | 2–2 | —   | 2–1 | 5–3 | 0–0 | 2–0 |
| Reial Societat         | 2–0 | 2–2 | 2–1 | 5–1 | 1–3 | 1–0 | 2–1 | 5–1 | 1–0 | 1–0 | 0–0 | 0–2 | —   | 1–1 | 4–0 | 2–1 |
| CE Sabadell FC         | 1–1 | 0–1 | 0–0 | 4–0 | 0–0 | 3–0 | 1–0 | 2–1 | 1–1 | 2–1 | 1–1 | 0–0 | 1–0 | —   | 2–1 | 1–0 |
| València CF            | 5–1 | 2–1 | 0–0 | 2–2 | 2–1 | 1–0 | 2–2 | 4–1 | 2–2 | 0–0 | 2–0 | 0–1 | 2–1 | 0–0 | —   | 0–0 |
| Zaragoza               | 0–2 | 2–0 | 0–0 | 2–2 | 3–1 | 0–2 | 0–0 | 6–0 | 2–3 | 4–0 | 2–2 | 1–1 | 2–2 | 3–0 | 3–1 | —   |

## Resultats finals
- Copa d'Europa: Reial Madrid
- Recopa d'Europa: Athletic de Bilbao
- Descensos: Málaga CF, Córdoba CF i RCD Espanyol
- Ascensos: Reial Mallorca, Celta de Vigo i Sevilla FC

## Màxims golejadors
| Posició | Golejador                  | Gols | Equip                  |
| ------- | -------------------------- | ---- | ---------------------- |
| 1       | José Eulogio Gárate        | 14   | Atlético Madrid        |
| 1       | Amancio Amaro              | 14   | Real Madrid            |
| 3       | Sebastián Fleitas          | 13   | CD Málaga              |
| 4       | José Manuel León           | 11   | UD Las Palmas          |
| 4       | Antonio Eduardo López Beci | 11   | Deportivo de La Coruña |
| 4       | José Antonio Zaldúa        | 11   | CF Barcelona           |